# Браунтаун (Висконсин)
Браунтаун (енгл. Browntown) град је у америчкој савезној држави Висконсин.

## Демографија
По попису из 2010. године број становника је 280, што је 28 (11,1%) становника више него 2000. године.
| Група             | 2000.       | 2010.       |
| Белци             | 246 (97,6%) | 266 (95,0%) |
| Афроамериканци    | 0 (0,0%)    | 2 (0,7%)    |
| Азијати           | 0 (0,0%)    | 0 (0,0%)    |
| Хиспаноамериканци | 6 (2,4%)    | 5 (1,8%)    |
| Укупно            | 252         | 280         |